# Jean-Baptiste de Lamarck
Jean-Baptiste Lamarck, il cui nome completo era Jean-Baptiste Pierre Antoine de Monet cavaliere di Lamarck (Bazentin-le-Petit, 1º agosto 1744 – Parigi, 18 dicembre 1829), è stato un naturalista, zoologo, botanico ed enciclopedista francese.
Introdusse verso la fine del XVIII secolo il termine "biologia" ed elaborò la prima teoria dell'evoluzione degli organismi viventi basata sull'adattamento e sulla ereditarietà dei caratteri acquisiti, conosciuta come lamarckismo.

## Biografia
Partecipò alla Guerra dei sette anni nell'armata al comando del duca de Broglie. Rientrato in Francia, si stabilì a Parigi, dove si dedicò allo studio della biologia, della meteorologia e della botanica. Dopo aver abbandonato gli studi in medicina, si dedicò allo studio della botanica sotto la supervisione di Bernard de Jussieu. Cominciò a farsi conoscere col catalogo descrittivo La flore française, compilato con un metodo da lui introdotto. Fece quindi un viaggio attraverso l'Europa come accompagnatore del figlio di Buffon. Al ritorno lavorò alla Encyclopédie methodique, continuando il lavoro di Diderot e D'Alembert.
Ebbe poi la cattedra di "zoologia dei vermi e degli insetti", diventata poi "zoologia degli invertebrati", al Muséum national d'histoire naturelle. Da allora concentrò i suoi interessi sulla zoologia, dedicandosi in particolare ai molluschi, viventi e fossili. A lui si devono il riordinamento, le divisioni e le suddivisioni degli animali, la suddivisione in vertebrati e invertebrati e i termini biologia e ambiente, di cui rese conto nella grande Encyclopédie, subentrando al posto di D'Alembert. Con Cuvier fu uno dei fondatori della paleontologia. Durante la Prima Rivoluzione francese (1789-1799) si schierò dalla parte dei repubblicani, andando contro la nobiltà di cui faceva lui stesso parte.
Il pensiero scientifico di Lamarck si fondava su tre presupposti:
- le cause dei fenomeni vitali vanno cercate nella composizione chimica della materia vivente.
- la scienza riguarda processi continui regolati da leggi.
- la scienza persegue la causalità deterministica.[3]

Morì cieco e in difficoltà economiche nel 1829 e venne sepolto in una fossa comune nel cimitero di Montparnasse a Parigi.

## Teoria dell'evoluzione biologica di Lamarck
Con la pubblicazione, nel 1809, dell'opera Philosophie zoologique, Lamarck giunse alla conclusione che gli organismi, così come si presentavano, fossero il risultato di un processo graduale di modificazione che avveniva sotto la pressione delle condizioni ambientali. Nel tentativo di dare una spiegazione a quella che era la prima teoria evoluzionista, egli si basò su tre idee:
- La varietà di viventi: poche specie erano riuscite a rimanere immutate nel tempo.
- L'uso e il non uso degli organi (arti, ...): le specie avevano con il tempo sviluppato gli organi del loro corpo che permettevano di sopravvivere adattandosi all'ambiente. Per spiegare questa idea ricorse all'esempio delle giraffe: in un primo momento, secondo Lamarck, sarebbero esistite solo giraffe con il collo corto; queste ultime, per lo sforzo fatto per arrivare ai rami più alti, sarebbero riuscite a sviluppare collo e zampe anteriori e quindi ad avere organi adatti alle circostanze. Per converso, il non-uso di determinati organi portava alla loro perdita.
- L'ereditarietà dei caratteri acquisiti per uso e disuso: le specie trasmettevano ai discendenti i caratteri acquisiti (il collo e le zampe più lunghi nel caso delle giraffe).

Elabora due teorie evoluzionistiche: l'evoluzione stessa si evolve.
Evoluzione I: è valida per gli organismi più semplici fino alla tenia. Viene affrontata passivamente. Qualsiasi modificazione ambientale determina cambiamenti fisiologici e poi anatomici. I discendenti ricevono alla nascita le modificazioni acquisite dai genitori.
Evoluzione II: è valida dalla pulce in su e viene affrontata attivamente. Qualsiasi modificazione ambientale provoca un cambiamento dei bisogni vitali, in particolare quelli alimentari, e in seguito cambiamenti comportamentali.   Di conseguenza c'è una modificazione fisio-anatomica che porta ad una modificazione comportamentale, dei bisogni, per poi tornare all'ambiente stesso.
L'evoluzionismo successivo ha abbandonato la teoria lamarckiana per quanto riguarda l'ereditarietà dei caratteri acquisiti: lo sviluppo della genetica e della genomica ha permesso di comprendere che gli adattamenti conseguiti da un organismo nel corso della sua vita non si possono trasmettere ereditariamente, a meno che non modifichino il patrimonio genetico dell'individuo che sarà poi trasmesso alla progenie. Questo è impossibile per gli organismi pluricellulari a riproduzione sessuata, tuttavia per un ristretto gruppo di organismi, soprattutto microrganismi, che si riproducono per riproduzione asessuata e quindi possono più facilmente trasferire le proprie modificazioni alla progenie, la teoria può considerarsi valida. Ad oggi le teorie di Lamarck stanno avendo nuova luce sotto l'insegna dell'epigenetica.
Lamarck fu il primo scienziato a propugnare una teoria evoluzionista empiricamente controllabile che affermava la mutazione delle specie nel corso del tempo (idea che sarà ripresa da Charles Darwin). In questo modo Lamarck portò la biologia fuori dal creazionismo e fondò una dinamica della storia della natura.

## Opere
- (FR) Recherches sur les causes des principaux faits physiques, vol. 1, Milano, Luigi Veladini, 1795.

| Lam. è l'abbreviazione standard utilizzata per le piante descritte da Jean-Baptiste de Lamarck. Consulta l'elenco delle piante assegnate a questo autore dall'IPNI. |

| Lamarck è l'abbreviazione standard utilizzata per le specie animali descritte da Jean-Baptiste de Lamarck. Categoria:Taxa classificati da Jean-Baptiste de Lamarck |